# Kirchhof Witikon

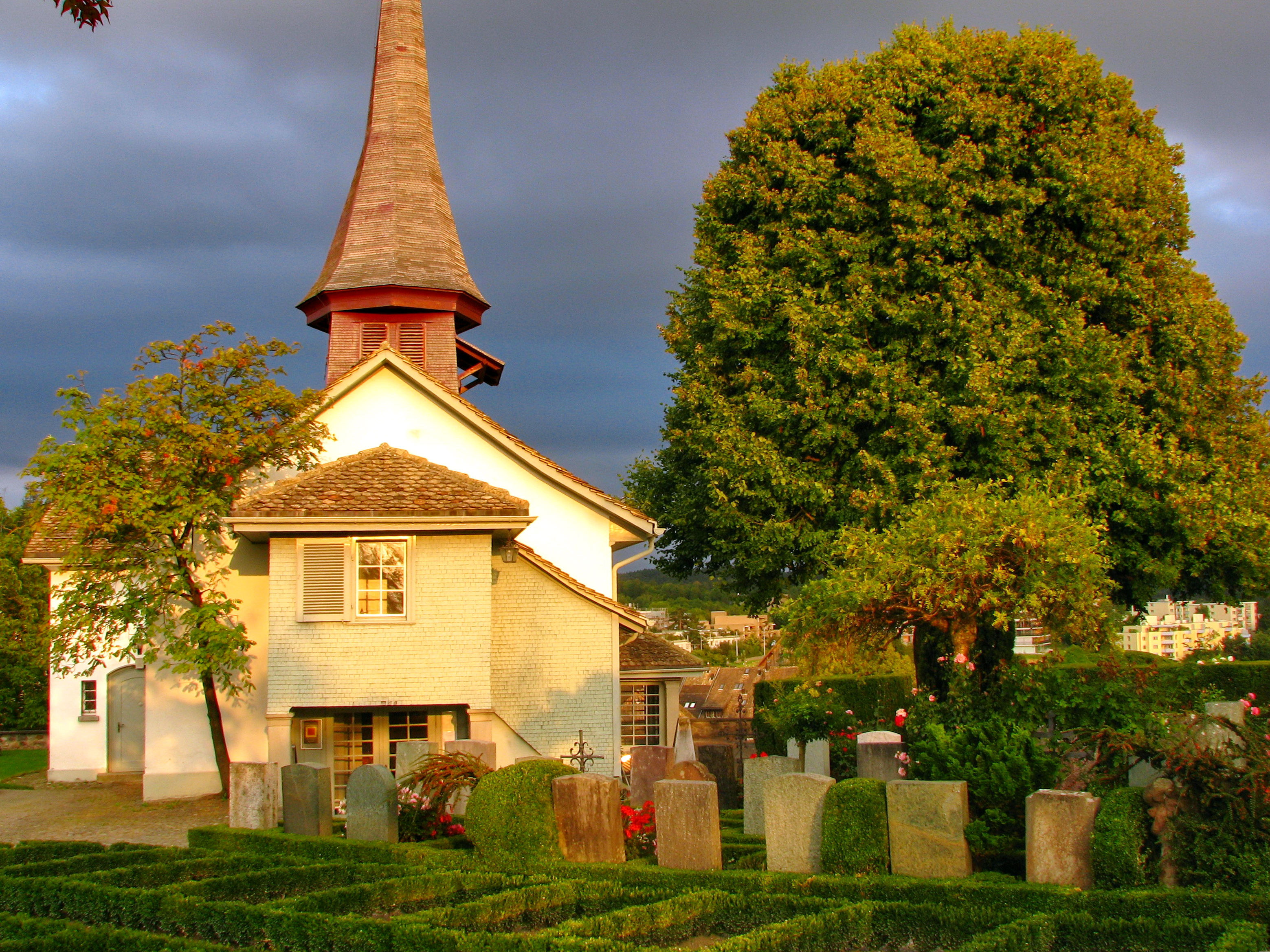
Alte Kirche Witikon und Kirchhof

Der Kirchhof Witikon ist ein historischer, aber noch immer in Betrieb stehender Friedhof im Quartier Witikon im Osten von Zürich. Er umgibt die Alte Kirche Witikon. 

## Geschichte
Zusammen mit dem Bau der ersten Kapelle auf dem Witiker Kirchhügel dürfte auch der Friedhof um das Gotteshaus herum entstanden sein. Im Jahr 1270 wurden Friedhof und Kirche erstmals als Filialkapelle des Grossmünsters urkundlich erwähnt. Als im Jahr 1848 der Staat die Güter des Grossmünsters übernahm, gingen Kirche und Friedhof in den Besitz des Kantons Zürich über.
Im Jahr 1929 wurde das Kirchhügelgelände unter Heimatschutz gestellt. Das historische Zueinander von Kirche und Kirchhof waren ausschlaggebend für den Neubau der reformierten Kirche im heutigen Quartierzentrum von Witikon, sodass das Ensemble von Friedhof und Kirche durch einen Ausbau der zu klein gewordenen Kirche nicht zerstört wurde. Da der Kirchhof für das wachsende Quartier zu klein geworden war, erfolgte 1957 die Einweihung seines Nachfolgers, des Friedhofs Witikon. 1986 wurden der Kirchhof und die alte Kirche Witikon unter Baudenkmalschutz gestellt, worauf der Friedhof um die alte Kirche weitgehend wieder in den Zustand der 1920er Jahre zurückgeführt wurde. Im Jahr 2010 wurden Kirche und Kirchhof von der Stadt Zürich übernommen.

## Areal und Umgebung
Die alte Kirche Witikon liegt auf einem Hügel im Süden der Witikonerstrasse und ist mit 629 m ü. M. die höchstgelegene Kirche der Stadt Zürich. Der historische Kirchhof umgibt die Kirche in Tropfenform, wobei die Rundung nach Osten zeigt. Die Gräberfelder teilen sich auf dem Gelände in zwei Bereiche und umfassen die Kirche beinahe vollständig. Auch wenn der Kirchhof durch den Friedhof Witikon in den 1950er Jahren abgelöst worden ist, wird er dennoch bis heute für Urnenbeisetzungen weitergenutzt. Sein Einzugsgebiet beschränkt sich auf die Einwohner von Alt-Witikon.